# Hlušovice (železniční zastávka)
Hlušovice jsou železniční zastávka v Hlušovicích v Olomouckém kraji. Jsou součástí elektrizované jednokolejné železniční trati Olomouc–Šumperk. Zastávka leží mezi stanicemi Olomouc hl. n. a Bohuňovice. Obsluhují ji pravidelné osobní vlaky Českých drah ve směru Olomouc hl. n. (a Nezamyslice) nebo Šumperk. Některé spoje zastávkou pouze projíždějí. ČD zde od roku 2022 nasazují dvouvozové a posléze i třívozové jednotky RegioPanter. Od ledna 2023 zde byl zahájen výhradní provoz vlaků pod zabezpečovačem ETCS.

## Historie
Úsek trati Olomouc–Šternberk byl zprovozněn v roce 1870. Zastávka v Hlušovicích ale na trati vznikla až později. Po jednáních obce byla schválena v roce 1892 a první vlak zde zastavil 15. ledna 1893. Toho dne pak také proběhla oslava spojená se zřízením zastávky, kam přijeli i obyvatelé okolních vesnic. Zastávka byla zřízena bez pokladny a až do roku 1894 se jízdenky prodávaly ve vlaku. Na prodejnu jízdenek byl tehdy upraven strážní domek u trati, při kterém později vznikla i malá dřevěná čekárna. V roce 1963 proběhla rekonstrukce zastávky. Kromě čekárny a drážního bytu byl v novostavbě ponechán i prodej jízdenek.

## Popis
Zastávka je zařazena do Integrovaného dopravního systému Olomouckého kraje. Nachází se společně s tratí na náspu, který vznikl, neboť šlo o záplavové území řeky Moravy. Mezi lety 2019 a 2022 došlo k elektrizaci a zkapacitnění trati. Proběhla revitalizace
zastávky, která je bezbariérově přístupná. Úpravy se dále týkaly osvětlení a vybudování nového přístřešku pro cestující, který nahradil původní budovu, která byla zbourána. Nový je také informační a orientační systém. K dispozici jsou stojany na jízdní kola. Je zde jedno nástupiště s nástupní hranou ve výšce 550 mm nad temenem kolejnice. Na místě není možné zakoupit jízdenku a k odbavení cestujících dochází ve vlaku.